# Torneo di Wimbledon 1998 - Doppio maschile
Dopo cinque successi consecutivi si è interrotto il dominio di Todd Woodbridge e Mark Woodforde, la coppia australiana ha infatti raggiunto la finale per la sesta volta ma sono stati sconfitti dagli olandesi Jacco Eltingh e Paul Haarhuis dopo un incontro combattuto che si è concluso solo al quinto set col punteggio di 2–6, 6–4, 7–6(3), 5–7, 10–8.
Con questo trofeo hanno completato entrambi il Career Grand Slam, per Jacco Eltingh è stato anche il terzo Slam in stagione.

## Teste di serie
1.    Jacco Eltingh /  Paul Haarhuis (campioni)
  2.    Todd Woodbridge /  Mark Woodforde (finale)
  3.    Mahesh Bhupathi /  Leander Paes (secondo turno)
  4.    Ellis Ferreira /  Rick Leach (quarti di finale)
  5.    Jonas Björkman /  Patrick Rafter (semifinale)
  6.    Donald Johnson /  Francisco Montana (terzo turno)
  7.    Evgenij Kafel'nikov /  Daniel Vacek (terzo turno)
  8.    Martin Damm /  Jim Grabb (terzo turno)
  9.    Patrick Galbraith /  Brett Steven (quarti di finale)
10.    Nicklas Kulti /  David Macpherson (quarti di finale)
11.    Mark Knowles /  Daniel Nestor (terzo turno)
12.    Wayne Black /  Sébastien Lareau (semifinale)
13.    Joshua Eagle /  Andrew Florent (primo turno)
14.    Neil Broad /  Piet Norval (terzo turno)
15.    Marc-Kevin Goellner /  David Prinosil (secondo turno)
16.    Sandon Stolle /  Cyril Suk (terzo turno)
Clicca sul numero di testa di serie del giocatore per visualizzare la sua sezione di tabellone.

## Tabellone

### Legenda
| - Q = Qualificato - WC = Wild card - LL = Lucky loser | - ALT = Alternate - SE = Special Exempt - PR = Protected Ranking | - w/o = Walkover - r = Ritirato - d = Squalificato |

### Finali
|  | Semifinali | Semifinali                     | Semifinali                     | Semifinali                   | Semifinali | Semifinali | Semifinali |  |  | Finale | Finale                         | Finale | Finale | Finale | Finale | Finale |  |
|  |            |                                |                                |                              |            |            |            |  |  |        |                                |        |        |        |        |        |  |
|  | 1          | Jacco Eltingh Paul Haarhuis    | Jacco Eltingh Paul Haarhuis    | Jacco Eltingh Paul Haarhuis  | 6          | 6          | 7          |  |  |        |                                |        |        |        |        |        |  |
|  | 12         | Wayne Black Sébastien Lareau   | Wayne Black Sébastien Lareau   | Wayne Black Sébastien Lareau | 4          | 4          | 5          |  |  | 1      | Jacco Eltingh Paul Haarhuis    | 2      | 6      | 7      | 5      | 10     |  |
|  | 2          | Todd Woodbridge Mark Woodforde | Todd Woodbridge Mark Woodforde | 6                            | 1          | 6          | 7          |  |  | 2      | Todd Woodbridge Mark Woodforde | 6      | 4      | 6      | 7      | 8      |  |
|  | 5          | Jonas Björkman Patrick Rafter  | Jonas Björkman Patrick Rafter  | 4                            | 6          | 2          | 5          |  |  |        |                                |        |        |        |        |        |  |

### Parte alta

#### Sezione 1
|  | Primo turno | Primo turno                        | Primo turno                        | Primo turno                        | Primo turno                        | Primo turno | Primo turno |  |  | Secondo turno | Secondo turno                  | Secondo turno                  | Secondo turno                  | Secondo turno                  | Secondo turno              | Secondo turno              |   |   | Terzo turno | Terzo turno                    | Terzo turno                    | Terzo turno                    | Terzo turno                    | Terzo turno | Terzo turno |   |   | Quarti di finale | Quarti di finale | Quarti di finale | Quarti di finale | Quarti di finale | Quarti di finale | Quarti di finale |  |
|  |             |                                    |                                    |                                    |                                    |             |             |  |  |               |                                |                                |                                |                                |                            |                            |   |   |             |                                |                                |                                |                                |             |             |   |   |                  |                  |                  |                  |                  |                  |                  |  |
|  | 1           | Jacco Eltingh Paul Haarhuis        | Jacco Eltingh Paul Haarhuis        | Jacco Eltingh Paul Haarhuis        | Jacco Eltingh Paul Haarhuis        | 6           | 7           |  |  |               |                                |                                |                                |                                |                            |                            |   |   |             |                                |                                |                                |                                |             |             |   |   |                  |                  |                  |                  |                  |                  |                  |  |
|  |             | Jean-Philippe Fleurian Jack Waite  | Jean-Philippe Fleurian Jack Waite  | Jean-Philippe Fleurian Jack Waite  | Jean-Philippe Fleurian Jack Waite  | 4           | 5           |  |  | 1             | Jacco Eltingh Paul Haarhuis    | Jacco Eltingh Paul Haarhuis    | Jacco Eltingh Paul Haarhuis    | Jacco Eltingh Paul Haarhuis    | 6                          | 6                          |   |   |             |                                |                                |                                |                                |             |             |   |   |                  |                  |                  |                  |                  |                  |                  |  |
|  |             | Jan Siemerink Fernon Wibier        | Jan Siemerink Fernon Wibier        | Jan Siemerink Fernon Wibier        | Jan Siemerink Fernon Wibier        | 7           | 6           |  |  |               | Jan Siemerink Fernon Wibier    | Jan Siemerink Fernon Wibier    | Jan Siemerink Fernon Wibier    | Jan Siemerink Fernon Wibier    | 4                          | 2                          |   |   |             |                                |                                |                                |                                |             |             |   |   |                  |                  |                  |                  |                  |                  |                  |  |
|  |             | Kent Kinnear Dave Randall          | Kent Kinnear Dave Randall          | Kent Kinnear Dave Randall          | Kent Kinnear Dave Randall          | 6           | 4           |  |  |               |                                |                                |                                |                                |                            |                            |   |   | 1           | Jacco Eltingh Paul Haarhuis    | Jacco Eltingh Paul Haarhuis    | Jacco Eltingh Paul Haarhuis    | Jacco Eltingh Paul Haarhuis    | 6           | 6           |   |   |                  |                  |                  |                  |                  |                  |                  |  |
|  |             | Doug Flach Greg Van Emburgh        | Doug Flach Greg Van Emburgh        | Doug Flach Greg Van Emburgh        | Doug Flach Greg Van Emburgh        | 6           | 6           |  |  |               |                                | 16                             | Sandon Stolle Cyril Suk        | Sandon Stolle Cyril Suk        | Sandon Stolle Cyril Suk    | Sandon Stolle Cyril Suk    | 4 | 4 |             |                                |                                |                                |                                |             |             |   |   |                  |                  |                  |                  |                  |                  |                  |  |
|  |             | Luke Jensen Murphy Jensen          | Luke Jensen Murphy Jensen          | Luke Jensen Murphy Jensen          | Luke Jensen Murphy Jensen          | 1           | 3           |  |  |               | Doug Flach Greg Van Emburgh    | Doug Flach Greg Van Emburgh    | Doug Flach Greg Van Emburgh    | 6                              | 6                          | 6                          |   |   |             |                                |                                |                                |                                |             |             |   |   |                  |                  |                  |                  |                  |                  |                  |  |
|  | 16          | Sandon Stolle Cyril Suk            | Sandon Stolle Cyril Suk            | Sandon Stolle Cyril Suk            | Sandon Stolle Cyril Suk            | 6           | 7           |  |  | 16            | Sandon Stolle Cyril Suk        | Sandon Stolle Cyril Suk        | Sandon Stolle Cyril Suk        | 2                              | 7                          | 8                          |   |   |             |                                |                                |                                |                                |             |             |   |   |                  |                  |                  |                  |                  |                  |                  |  |
|  |             | Paul Kilderry Peter Nyborg         | Paul Kilderry Peter Nyborg         | Paul Kilderry Peter Nyborg         | Paul Kilderry Peter Nyborg         | 3           | 6           |  |  |               |                                |                                |                                |                                |                            |                            |   |   | 1           | Jacco Eltingh Paul Haarhuis    | Jacco Eltingh Paul Haarhuis    | 6                              | 5                              | 7           | 6           |   |   |                  |                  |                  |                  |                  |                  |                  |  |
|  | 10          | Nicklas Kulti David Macpherson     | Nicklas Kulti David Macpherson     | Nicklas Kulti David Macpherson     | 4                                  | 7           | 6           |  |  |               |                                |                                |                                |                                |                            |                            |   |   |             |                                | 10                             | Nicklas Kulti David Macpherson | Nicklas Kulti David Macpherson | 4           | 7           | 6 | 2 |                  |                  |                  |                  |                  |                  |                  |  |
|  |             | Libor Pimek Tomáš Anzari           | Libor Pimek Tomáš Anzari           | Libor Pimek Tomáš Anzari           | 6                                  | 6           | 1           |  |  | 10            | Nicklas Kulti David Macpherson | Nicklas Kulti David Macpherson | Nicklas Kulti David Macpherson | Nicklas Kulti David Macpherson | 7                          | 6                          |   |   |             |                                |                                |                                |                                |             |             |   |   |                  |                  |                  |                  |                  |                  |                  |  |
|  |             | Aleksandar Kitinov Pavel Vízner    | Aleksandar Kitinov Pavel Vízner    | Aleksandar Kitinov Pavel Vízner    | 6                                  | 3           | 6           |  |  |               | A Kitinov Pavel Vízner         | A Kitinov Pavel Vízner         | A Kitinov Pavel Vízner         | A Kitinov Pavel Vízner         | 6                          | 1                          |   |   |             |                                |                                |                                |                                |             |             |   |   |                  |                  |                  |                  |                  |                  |                  |  |
|  |             | David Adams Sláva Doseděl          | David Adams Sláva Doseděl          | David Adams Sláva Doseděl          | 4                                  | 6           | 3           |  |  |               |                                |                                |                                |                                |                            |                            |   |   | 10          | Nicklas Kulti David Macpherson | Nicklas Kulti David Macpherson | Nicklas Kulti David Macpherson | Nicklas Kulti David Macpherson | 7           | 6           |   |   |                  |                  |                  |                  |                  |                  |                  |  |
|  |             | Brandon Coupe David DiLucia        | Brandon Coupe David DiLucia        | Brandon Coupe David DiLucia        | Brandon Coupe David DiLucia        | 6           | 6           |  |  |               |                                | 7                              | E Kafel'nikov Daniel Vacek     | E Kafel'nikov Daniel Vacek     | E Kafel'nikov Daniel Vacek | E Kafel'nikov Daniel Vacek | 6 | 3 |             |                                |                                |                                |                                |             |             |   |   |                  |                  |                  |                  |                  |                  |                  |  |
|  |             | Massimo Ardinghi Massimo Bertolini | Massimo Ardinghi Massimo Bertolini | Massimo Ardinghi Massimo Bertolini | Massimo Ardinghi Massimo Bertolini | 4           | 2           |  |  |               | Brandon Coupe David DiLucia    | Brandon Coupe David DiLucia    | Brandon Coupe David DiLucia    | Brandon Coupe David DiLucia    | 1                          | 4                          |   |   |             |                                |                                |                                |                                |             |             |   |   |                  |                  |                  |                  |                  |                  |                  |  |
|  | 7           | Evgenij Kafel'nikov Daniel Vacek   | Evgenij Kafel'nikov Daniel Vacek   | Evgenij Kafel'nikov Daniel Vacek   | Evgenij Kafel'nikov Daniel Vacek   | 6           | 6           |  |  | 7             | E Kafel'nikov Daniel Vacek     | E Kafel'nikov Daniel Vacek     | E Kafel'nikov Daniel Vacek     | E Kafel'nikov Daniel Vacek     | 6                          | 6                          |   |   |             |                                |                                |                                |                                |             |             |   |   |                  |                  |                  |                  |                  |                  |                  |  |
|  |             | Nick Gould Mark Petchey            | Nick Gould Mark Petchey            | Nick Gould Mark Petchey            | Nick Gould Mark Petchey            | 3           | 0           |  |  |               |                                |                                |                                |                                |                            |                            |   |   |             |                                |                                |                                |                                |             |             |   |   |                  |                  |                  |                  |                  |                  |                  |  |

#### Sezione 2
|  | Primo turno | Primo turno                      | Primo turno                      | Primo turno                      | Primo turno                    | Primo turno | Primo turno |  |  | Secondo turno | Secondo turno                    | Secondo turno                    | Secondo turno                    | Secondo turno                | Secondo turno            | Secondo turno            |   |   | Terzo turno | Terzo turno                    | Terzo turno                    | Terzo turno                    | Terzo turno                    | Terzo turno                  | Terzo turno |   |   | Quarti di finale | Quarti di finale | Quarti di finale | Quarti di finale | Quarti di finale | Quarti di finale | Quarti di finale |  |
|  |             |                                  |                                  |                                  |                                |             |             |  |  |               |                                  |                                  |                                  |                              |                          |                          |   |   |             |                                |                                |                                |                                |                              |             |   |   |                  |                  |                  |                  |                  |                  |                  |  |
|  | 3           | Mahesh Bhupathi Leander Paes     | Mahesh Bhupathi Leander Paes     | Mahesh Bhupathi Leander Paes     | Mahesh Bhupathi Leander Paes   | 6           | 6           |  |  |               |                                  |                                  |                                  |                              |                          |                          |   |   |             |                                |                                |                                |                                |                              |             |   |   |                  |                  |                  |                  |                  |                  |                  |  |
|  |             | Maks Mirny Andrej Ol'chovskij    | Maks Mirny Andrej Ol'chovskij    | Maks Mirny Andrej Ol'chovskij    | Maks Mirny Andrej Ol'chovskij  | 4           | 3           |  |  | 3             | Mahesh Bhupathi Leander Paes     | Mahesh Bhupathi Leander Paes     | Mahesh Bhupathi Leander Paes     | 6                            | 6                        | 4                        |   |   |             |                                |                                |                                |                                |                              |             |   |   |                  |                  |                  |                  |                  |                  |                  |  |
|  |             | Justin Gimelstob Brian MacPhie   | Justin Gimelstob Brian MacPhie   | Justin Gimelstob Brian MacPhie   | Justin Gimelstob Brian MacPhie | 6           | 6           |  |  |               | Justin Gimelstob Brian MacPhie   | Justin Gimelstob Brian MacPhie   | Justin Gimelstob Brian MacPhie   | 4                            | 7                        | 6                        |   |   |             |                                |                                |                                |                                |                              |             |   |   |                  |                  |                  |                  |                  |                  |                  |  |
|  |             | Byron Black Richey Reneberg      | Byron Black Richey Reneberg      | Byron Black Richey Reneberg      | Byron Black Richey Reneberg    | 1           | 4           |  |  |               |                                  |                                  |                                  |                              |                          |                          |   |   |             | Justin Gimelstob Brian MacPhie | Justin Gimelstob Brian MacPhie | Justin Gimelstob Brian MacPhie | Justin Gimelstob Brian MacPhie | 6                            | 7           |   |   |                  |                  |                  |                  |                  |                  |                  |  |
|  |             | Karsten Braasch Jens Knippschild | Karsten Braasch Jens Knippschild | Karsten Braasch Jens Knippschild | 6                              | 6           | 6           |  |  |               |                                  | 14                               | Neil Broad Piet Norval           | Neil Broad Piet Norval       | Neil Broad Piet Norval   | Neil Broad Piet Norval   | 3 | 6 |             |                                |                                |                                |                                |                              |             |   |   |                  |                  |                  |                  |                  |                  |                  |  |
|  |             | Devin Bowen Byron Talbot         | Devin Bowen Byron Talbot         | Devin Bowen Byron Talbot         | 3                              | 7           | 4           |  |  |               | Karsten Braasch Jens Knippschild | Karsten Braasch Jens Knippschild | Karsten Braasch Jens Knippschild | 3                            | 6                        | 7                        |   |   |             |                                |                                |                                |                                |                              |             |   |   |                  |                  |                  |                  |                  |                  |                  |  |
|  | 14          | Neil Broad Piet Norval           | Neil Broad Piet Norval           | Neil Broad Piet Norval           | 6                              | 7           | 7           |  |  | 14            | Neil Broad Piet Norval           | Neil Broad Piet Norval           | Neil Broad Piet Norval           | 6                            | 4                        | 9                        |   |   |             |                                |                                |                                |                                |                              |             |   |   |                  |                  |                  |                  |                  |                  |                  |  |
|  |             | David Roditi Sargis Sargsian     | David Roditi Sargis Sargsian     | David Roditi Sargis Sargsian     | 7                              | 6           | 5           |  |  |               |                                  |                                  |                                  |                              |                          |                          |   |   |             | Justin Gimelstob Brian MacPhie | Justin Gimelstob Brian MacPhie | Justin Gimelstob Brian MacPhie | 4                              | 4                            | 6           |   |   |                  |                  |                  |                  |                  |                  |                  |  |
|  | 12          | Wayne Black Sébastien Lareau     | Wayne Black Sébastien Lareau     | Wayne Black Sébastien Lareau     | Wayne Black Sébastien Lareau   | 6           | 6           |  |  |               |                                  |                                  |                                  |                              |                          |                          |   |   |             |                                | 12                             | Wayne Black Sébastien Lareau   | Wayne Black Sébastien Lareau   | Wayne Black Sébastien Lareau | 6           | 6 | 7 |                  |                  |                  |                  |                  |                  |                  |  |
|  |             | Ross Matheson Nick Weal          | Ross Matheson Nick Weal          | Ross Matheson Nick Weal          | Ross Matheson Nick Weal        | 2           | 4           |  |  | 12            | Wayne Black Sébastien Lareau     | Wayne Black Sébastien Lareau     | Wayne Black Sébastien Lareau     | Wayne Black Sébastien Lareau | 6                        | 6                        |   |   |             |                                |                                |                                |                                |                              |             |   |   |                  |                  |                  |                  |                  |                  |                  |  |
|  |             | Luke Milligan Arvind Parmar      | Luke Milligan Arvind Parmar      | Luke Milligan Arvind Parmar      | 1                              | 7           | 8           |  |  |               | Luke Milligan Arvind Parmar      | Luke Milligan Arvind Parmar      | Luke Milligan Arvind Parmar      | Luke Milligan Arvind Parmar  | 2                        | 3                        |   |   |             |                                |                                |                                |                                |                              |             |   |   |                  |                  |                  |                  |                  |                  |                  |  |
|  |             | Daniel Orsanic Maurice Ruah      | Daniel Orsanic Maurice Ruah      | Daniel Orsanic Maurice Ruah      | 6                              | 5           | 6           |  |  |               |                                  |                                  |                                  |                              |                          |                          |   |   | 12          | Wayne Black Sébastien Lareau   | Wayne Black Sébastien Lareau   | Wayne Black Sébastien Lareau   | Wayne Black Sébastien Lareau   | 6                            | 7           |   |   |                  |                  |                  |                  |                  |                  |                  |  |
|  |             | Gábor Köves Jeff Tarango         | Gábor Köves Jeff Tarango         | Gábor Köves Jeff Tarango         | Gábor Köves Jeff Tarango       | 6           | 6           |  |  |               |                                  | 6                                | Donald Johnson F Montana         | Donald Johnson F Montana     | Donald Johnson F Montana | Donald Johnson F Montana | 3 | 6 |             |                                |                                |                                |                                |                              |             |   |   |                  |                  |                  |                  |                  |                  |                  |  |
|  |             | Tom Kempers Menno Oosting        | Tom Kempers Menno Oosting        | Tom Kempers Menno Oosting        | Tom Kempers Menno Oosting      | 3           | 4           |  |  |               | Gábor Köves Jeff Tarango         | Gábor Köves Jeff Tarango         | Gábor Köves Jeff Tarango         | Gábor Köves Jeff Tarango     | 2                        | 5                        |   |   |             |                                |                                |                                |                                |                              |             |   |   |                  |                  |                  |                  |                  |                  |                  |  |
|  | 6           | Donald Johnson Francisco Montana | Donald Johnson Francisco Montana | Donald Johnson Francisco Montana | 6                              | 6           | 6           |  |  | 6             | Donald Johnson F Montana         | Donald Johnson F Montana         | Donald Johnson F Montana         | Donald Johnson F Montana     | 6                        | 7                        |   |   |             |                                |                                |                                |                                |                              |             |   |   |                  |                  |                  |                  |                  |                  |                  |  |
|  |             | Danny Sapsford Chris Wilkinson   | Danny Sapsford Chris Wilkinson   | Danny Sapsford Chris Wilkinson   | 7                              | 2           | 3           |  |  |               |                                  |                                  |                                  |                              |                          |                          |   |   |             |                                |                                |                                |                                |                              |             |   |   |                  |                  |                  |                  |                  |                  |                  |  |

### Parte bassa

#### Sezione 3
|  | Primo turno | Primo turno                      | Primo turno                      | Primo turno                      | Primo turno                      | Primo turno | Primo turno |  |  | Secondo turno | Secondo turno                  | Secondo turno                  | Secondo turno                  | Secondo turno                  | Secondo turno              | Secondo turno             |   |   | Terzo turno | Terzo turno                   | Terzo turno                   | Terzo turno                   | Terzo turno               | Terzo turno | Terzo turno |   |   | Quarti di finale | Quarti di finale | Quarti di finale | Quarti di finale | Quarti di finale | Quarti di finale | Quarti di finale |  |
|  |             |                                  |                                  |                                  |                                  |             |             |  |  |               |                                |                                |                                |                                |                            |                           |   |   |             |                               |                               |                               |                           |             |             |   |   |                  |                  |                  |                  |                  |                  |                  |  |
|  | 5           | Jonas Björkman Patrick Rafter    | Jonas Björkman Patrick Rafter    | Jonas Björkman Patrick Rafter    | Jonas Björkman Patrick Rafter    | 6           | 6           |  |  |               |                                |                                |                                |                                |                            |                           |   |   |             |                               |                               |                               |                           |             |             |   |   |                  |                  |                  |                  |                  |                  |                  |  |
|  |             | Jiří Novák David Rikl            | Jiří Novák David Rikl            | Jiří Novák David Rikl            | Jiří Novák David Rikl            | 3           | 2           |  |  | 5             | Jonas Björkman Patrick Rafter  | Jonas Björkman Patrick Rafter  | Jonas Björkman Patrick Rafter  | Jonas Björkman Patrick Rafter  | 6                          | 7                         |   |   |             |                               |                               |                               |                           |             |             |   |   |                  |                  |                  |                  |                  |                  |                  |  |
|  |             | Grant Stafford Kevin Ullyett     | Grant Stafford Kevin Ullyett     | Grant Stafford Kevin Ullyett     | 7                                | 4           | 9           |  |  |               | Grant Stafford Kevin Ullyett   | Grant Stafford Kevin Ullyett   | Grant Stafford Kevin Ullyett   | Grant Stafford Kevin Ullyett   | 3                          | 5                         |   |   |             |                               |                               |                               |                           |             |             |   |   |                  |                  |                  |                  |                  |                  |                  |  |
|  |             | Tom Nijssen Stephen Noteboom     | Tom Nijssen Stephen Noteboom     | Tom Nijssen Stephen Noteboom     | 6                                | 6           | 7           |  |  |               |                                |                                |                                |                                |                            |                           |   |   | 5           | Jonas Björkman Patrick Rafter | Jonas Björkman Patrick Rafter | Jonas Björkman Patrick Rafter | 7                         | 5           | 6           |   |   |                  |                  |                  |                  |                  |                  |                  |  |
|  |             | Wayne Arthurs Andrew Kratzmann   | Wayne Arthurs Andrew Kratzmann   | Wayne Arthurs Andrew Kratzmann   | 5                                | 7           | 8           |  |  |               |                                | 11                             | Mark Knowles Daniel Nestor     | Mark Knowles Daniel Nestor     | Mark Knowles Daniel Nestor | 5                         | 7 | 2 |             |                               |                               |                               |                           |             |             |   |   |                  |                  |                  |                  |                  |                  |                  |  |
|  |             | Nebojša Đorđević Sander Groen    | Nebojša Đorđević Sander Groen    | Nebojša Đorđević Sander Groen    | 7                                | 6           | 6           |  |  |               | Wayne Arthurs Andrew Kratzmann | Wayne Arthurs Andrew Kratzmann | Wayne Arthurs Andrew Kratzmann | Wayne Arthurs Andrew Kratzmann | 3                          | 3                         |   |   |             |                               |                               |                               |                           |             |             |   |   |                  |                  |                  |                  |                  |                  |                  |  |
|  | 11          | Mark Knowles Daniel Nestor       | Mark Knowles Daniel Nestor       | Mark Knowles Daniel Nestor       | Mark Knowles Daniel Nestor       | 7           | 6           |  |  | 11            | Mark Knowles Daniel Nestor     | Mark Knowles Daniel Nestor     | Mark Knowles Daniel Nestor     | Mark Knowles Daniel Nestor     | 6                          | 6                         |   |   |             |                               |                               |                               |                           |             |             |   |   |                  |                  |                  |                  |                  |                  |                  |  |
|  |             | Mark Keil T. J. Middleton        | Mark Keil T. J. Middleton        | Mark Keil T. J. Middleton        | Mark Keil T. J. Middleton        | 6           | 2           |  |  |               |                                |                                |                                |                                |                            |                           |   |   | 5           | Jonas Björkman Patrick Rafter | 5                             | 5                             | 6                         | 6           | 11          |   |   |                  |                  |                  |                  |                  |                  |                  |  |
|  |             | Neville Godwin Tuomas Ketola     | Neville Godwin Tuomas Ketola     | Neville Godwin Tuomas Ketola     | Neville Godwin Tuomas Ketola     | 6           | 7           |  |  |               |                                |                                |                                |                                |                            |                           |   |   |             |                               | 4                             | Ellis Ferreira Rick Leach     | 7                         | 7           | 3           | 4 | 9 |                  |                  |                  |                  |                  |                  |                  |  |
|  | 13          | Joshua Eagle Andrew Florent      | Joshua Eagle Andrew Florent      | Joshua Eagle Andrew Florent      | Joshua Eagle Andrew Florent      | 4           | 6           |  |  |               | Neville Godwin Tuomas Ketola   | Neville Godwin Tuomas Ketola   | Neville Godwin Tuomas Ketola   | Neville Godwin Tuomas Ketola   | 3                          | 6                         |   |   |             |                               |                               |                               |                           |             |             |   |   |                  |                  |                  |                  |                  |                  |                  |  |
|  |             | Chris Haggard Paul Rosner        | Chris Haggard Paul Rosner        | Chris Haggard Paul Rosner        | Chris Haggard Paul Rosner        | 6           | 6           |  |  |               | Chris Haggard Paul Rosner      | Chris Haggard Paul Rosner      | Chris Haggard Paul Rosner      | Chris Haggard Paul Rosner      | 6                          | 7                         |   |   |             |                               |                               |                               |                           |             |             |   |   |                  |                  |                  |                  |                  |                  |                  |  |
|  |             | Jamie Delgado Andrew Foster      | Jamie Delgado Andrew Foster      | Jamie Delgado Andrew Foster      | Jamie Delgado Andrew Foster      | 3           | 4           |  |  |               |                                |                                |                                |                                |                            |                           |   |   |             | Chris Haggard Paul Rosner     | Chris Haggard Paul Rosner     | Chris Haggard Paul Rosner     | Chris Haggard Paul Rosner | 6           | 0           |   |   |                  |                  |                  |                  |                  |                  |                  |  |
|  |             | Pablo Albano Nicolás Lapentti    | Pablo Albano Nicolás Lapentti    | Pablo Albano Nicolás Lapentti    | Pablo Albano Nicolás Lapentti    | 7           | 6           |  |  |               |                                | 4                              | Ellis Ferreira Rick Leach      | Ellis Ferreira Rick Leach      | Ellis Ferreira Rick Leach  | Ellis Ferreira Rick Leach | 7 | 6 |             |                               |                               |                               |                           |             |             |   |   |                  |                  |                  |                  |                  |                  |                  |  |
|  |             | Mariano Hood Sebastián Prieto    | Mariano Hood Sebastián Prieto    | Mariano Hood Sebastián Prieto    | Mariano Hood Sebastián Prieto    | 6           | 4           |  |  |               | Pablo Albano Nicolás Lapentti  | Pablo Albano Nicolás Lapentti  | Pablo Albano Nicolás Lapentti  | 7                              | 3                          | 3                         |   |   |             |                               |                               |                               |                           |             |             |   |   |                  |                  |                  |                  |                  |                  |                  |  |
|  | 4           | Ellis Ferreira Rick Leach        | Ellis Ferreira Rick Leach        | Ellis Ferreira Rick Leach        | Ellis Ferreira Rick Leach        | 6           | 6           |  |  | 4             | Ellis Ferreira Rick Leach      | Ellis Ferreira Rick Leach      | Ellis Ferreira Rick Leach      | 6                              | 6                          | 6                         |   |   |             |                               |                               |                               |                           |             |             |   |   |                  |                  |                  |                  |                  |                  |                  |  |
|  |             | Miles Maclagan Andrew Richardson | Miles Maclagan Andrew Richardson | Miles Maclagan Andrew Richardson | Miles Maclagan Andrew Richardson | 3           | 1           |  |  |               |                                |                                |                                |                                |                            |                           |   |   |             |                               |                               |                               |                           |             |             |   |   |                  |                  |                  |                  |                  |                  |                  |  |

#### Sezione 4
|  | Primo turno | Primo turno                         | Primo turno                         | Primo turno                         | Primo turno                         | Primo turno | Primo turno |  |  | Secondo turno | Secondo turno                  | Secondo turno                  | Secondo turno                  | Secondo turno                  | Secondo turno                  | Secondo turno                  |   |   | Terzo turno | Terzo turno                | Terzo turno                | Terzo turno                    | Terzo turno                | Terzo turno | Terzo turno |   |   | Quarti di finale | Quarti di finale | Quarti di finale | Quarti di finale | Quarti di finale | Quarti di finale | Quarti di finale |  |
|  |             |                                     |                                     |                                     |                                     |             |             |  |  |               |                                |                                |                                |                                |                                |                                |   |   |             |                            |                            |                                |                            |             |             |   |   |                  |                  |                  |                  |                  |                  |                  |  |
|  | 8           | Martin Damm Jim Grabb               | Martin Damm Jim Grabb               | Martin Damm Jim Grabb               | 2                                   | 6           | 6           |  |  |               |                                |                                |                                |                                |                                |                                |   |   |             |                            |                            |                                |                            |             |             |   |   |                  |                  |                  |                  |                  |                  |                  |  |
|  |             | Marius Barnard Geoff Grant          | Marius Barnard Geoff Grant          | Marius Barnard Geoff Grant          | 6                                   | 4           | 2           |  |  | 8             | Martin Damm Jim Grabb          | Martin Damm Jim Grabb          | Martin Damm Jim Grabb          | Martin Damm Jim Grabb          | 6                              | 7                              |   |   |             |                            |                            |                                |                            |             |             |   |   |                  |                  |                  |                  |                  |                  |                  |  |
|  |             | James Holmes Andrew Painter         | James Holmes Andrew Painter         | James Holmes Andrew Painter         | James Holmes Andrew Painter         | 7           | 6           |  |  |               | James Holmes Andrew Painter    | James Holmes Andrew Painter    | James Holmes Andrew Painter    | James Holmes Andrew Painter    | 4                              | 6                              |   |   |             |                            |                            |                                |                            |             |             |   |   |                  |                  |                  |                  |                  |                  |                  |  |
|  |             | Petr Luxa David Škoch               | Petr Luxa David Škoch               | Petr Luxa David Škoch               | Petr Luxa David Škoch               | 5           | 3           |  |  |               |                                |                                |                                |                                |                                |                                |   |   | 8           | Martin Damm Jim Grabb      | Martin Damm Jim Grabb      | Martin Damm Jim Grabb          | Martin Damm Jim Grabb      | 6           | 2           |   |   |                  |                  |                  |                  |                  |                  |                  |  |
|  |             | Nuno Marques Tom Vanhoudt           | Nuno Marques Tom Vanhoudt           | Nuno Marques Tom Vanhoudt           | 4                                   | 6           | 6           |  |  |               |                                | 9                              | P Galbraith Brett Steven       | P Galbraith Brett Steven       | P Galbraith Brett Steven       | P Galbraith Brett Steven       | 7 | 6 |             |                            |                            |                                |                            |             |             |   |   |                  |                  |                  |                  |                  |                  |                  |  |
|  |             | Cristian Brandi Filippo Messori     | Cristian Brandi Filippo Messori     | Cristian Brandi Filippo Messori     | 6                                   | 4           | 4           |  |  |               | Nuno Marques Tom Vanhoudt      | Nuno Marques Tom Vanhoudt      | Nuno Marques Tom Vanhoudt      | Nuno Marques Tom Vanhoudt      | 3                              | 5                              |   |   |             |                            |                            |                                |                            |             |             |   |   |                  |                  |                  |                  |                  |                  |                  |  |
|  | 9           | Patrick Galbraith Brett Steven      | Patrick Galbraith Brett Steven      | Patrick Galbraith Brett Steven      | 6                                   | 3           | 6           |  |  | 9             | P Galbraith Brett Steven       | P Galbraith Brett Steven       | P Galbraith Brett Steven       | P Galbraith Brett Steven       | 6                              | 7                              |   |   |             |                            |                            |                                |                            |             |             |   |   |                  |                  |                  |                  |                  |                  |                  |  |
|  |             | Barry Cowan Tom Spinks              | Barry Cowan Tom Spinks              | Barry Cowan Tom Spinks              | 3                                   | 6           | 3           |  |  |               |                                |                                |                                |                                |                                |                                |   |   | 9           | P Galbraith Brett Steven   | 0                          | 7                              | 4                          | 6           | 3           |   |   |                  |                  |                  |                  |                  |                  |                  |  |
|  | 15          | Marc-Kevin Goellner David Prinosil  | Marc-Kevin Goellner David Prinosil  | Marc-Kevin Goellner David Prinosil  | Marc-Kevin Goellner David Prinosil  | 6           | 6           |  |  |               |                                |                                |                                |                                |                                |                                |   |   |             |                            | 2                          | Todd Woodbridge Mark Woodforde | 6                          | 5           | 6           | 4 | 6 |                  |                  |                  |                  |                  |                  |                  |  |
|  |             | Mark Merklein Michael Sell          | Mark Merklein Michael Sell          | Mark Merklein Michael Sell          | Mark Merklein Michael Sell          | 2           | 2           |  |  | 15            | M-K Goellner David Prinosil    | M-K Goellner David Prinosil    | M-K Goellner David Prinosil    | 6                              | 6                              | 3                              |   |   |             |                            |                            |                                |                            |             |             |   |   |                  |                  |                  |                  |                  |                  |                  |  |
|  |             | John-Laffnie de Jager Robbie Koenig | John-Laffnie de Jager Robbie Koenig | John-Laffnie de Jager Robbie Koenig | John-Laffnie de Jager Robbie Koenig | 6           | 6           |  |  |               | J-L de Jager Robbie Koenig     | J-L de Jager Robbie Koenig     | J-L de Jager Robbie Koenig     | 7                              | 4                              | 6                              |   |   |             |                            |                            |                                |                            |             |             |   |   |                  |                  |                  |                  |                  |                  |                  |  |
|  |             | Nelson Aerts André Sá               | Nelson Aerts André Sá               | Nelson Aerts André Sá               | Nelson Aerts André Sá               | 3           | 4           |  |  |               |                                |                                |                                |                                |                                |                                |   |   |             | J-L de Jager Robbie Koenig | J-L de Jager Robbie Koenig | J-L de Jager Robbie Koenig     | J-L de Jager Robbie Koenig | 1           | 6           |   |   |                  |                  |                  |                  |                  |                  |                  |  |
|  |             | Todd Martin Alex O'Brien            | Todd Martin Alex O'Brien            | Todd Martin Alex O'Brien            | Todd Martin Alex O'Brien            | 7           | 7           |  |  |               |                                | 2                              | Todd Woodbridge Mark Woodforde | Todd Woodbridge Mark Woodforde | Todd Woodbridge Mark Woodforde | Todd Woodbridge Mark Woodforde | 6 | 7 |             |                            |                            |                                |                            |             |             |   |   |                  |                  |                  |                  |                  |                  |                  |  |
|  |             | Michael Tebbutt Peter Tramacchi     | Michael Tebbutt Peter Tramacchi     | Michael Tebbutt Peter Tramacchi     | Michael Tebbutt Peter Tramacchi     | 6           | 6           |  |  |               | Todd Martin Alex O'Brien       | Todd Martin Alex O'Brien       | Todd Martin Alex O'Brien       | Todd Martin Alex O'Brien       | 6                              | 3                              |   |   |             |                            |                            |                                |                            |             |             |   |   |                  |                  |                  |                  |                  |                  |                  |  |
|  | 2           | Todd Woodbridge Mark Woodforde      | Todd Woodbridge Mark Woodforde      | Todd Woodbridge Mark Woodforde      | Todd Woodbridge Mark Woodforde      | 6           | 6           |  |  | 2             | Todd Woodbridge Mark Woodforde | Todd Woodbridge Mark Woodforde | Todd Woodbridge Mark Woodforde | Todd Woodbridge Mark Woodforde | 7                              | 6                              |   |   |             |                            |                            |                                |                            |             |             |   |   |                  |                  |                  |                  |                  |                  |                  |  |
|  |             | Jordi Burillo Tomás Carbonell       | Jordi Burillo Tomás Carbonell       | Jordi Burillo Tomás Carbonell       | Jordi Burillo Tomás Carbonell       | 1           | 4           |  |  |               |                                |                                |                                |                                |                                |                                |   |   |             |                            |                            |                                |                            |             |             |   |   |                  |                  |                  |                  |                  |                  |                  |  |